# John Knox
John Knox (ur. 1514, zm. 24 listopada 1572) – duchowny kalwiński, pierwotnie kapłan katolicki, przywódca reformacji w Szkocji, czołowy twórca narodowego protestanckiego Kościoła Szkocji.

## Życiorys
Pochodził z rodziny chłopskiej. Niewiele wiadomo o wczesnych latach jego życia. Przypuszcza się, że panieńskie nazwisko matki brzmiało Sinclair, gdyż Knox, w chwilach zagrożenia, często używał tego nazwiska. Jego dziadkowie i ojciec walczyli przeciw oddziałom Henryka VIII pod Flodden.

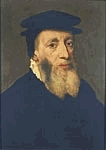
Szkocki reformator

Kształcił się na uniwersytecie w St Andrews, który ukończył w 1536. W mieście tym w 1540 roku otrzymał katolickie święcenia kapłańskie. Ze źródeł wynika, że w tym czasie był wysoko oceniany przez władze kościelne i do 1543 roku nauczał, ciesząc się poparciem hierarchii katolickiej. W ciągu dwóch kolejnych lat rozpoczął działania zmierzające do reformy Kościoła zgodnie z założeniami protestantyzmu.
W grudniu 1545 poznał Georga Wisharta, wówczas niekwestionowanego przywódcę ruchu protestanckiego w Szkocji, odbywającego właśnie podróż misyjną po krainie Lothian. Spotkanie to dla obu miało doniosłe konsekwencje. Knox postanowił towarzyszyć kaznodziei i gdy w następnym roku Wisharta oskarżono o herezję i spalono na stosie, Knox stanął na czele ruchu reformacyjnego. Od tej pory ukrywał się.
Szkocja była wówczas pogrążona w religijnym chaosie i targana ostrymi konfliktami. Małżeństwo króla Jakuba V z Marią de Guise przyczyniło się do zacieśnienia stosunków między Szkocją i Francją, przy czym Francja popierała katolików. W 1547 wojska francuskie brały nawet udział w oblężeniu okupowanego przez protestantów zamku w St Andrews. Nieco wcześniej Knox, pod opieką którego pozostawało kilku pochodzących ze szlachty chłopców, ponaglany przez swych mocodawców, udał się na zamek, aby tam czuwać nad dalszą edukacją swych podopiecznych.
W efekcie, zarówno jego, jak i wielu innych, wzięto do niewoli i wywieziono na galery do Francji, skąd został zwolniony dopiero półtora roku później, po interwencji ze strony Anglii. Doświadczenia z tego okresu utwierdziły go w przekonaniu, że Bóg powierzył mu misję kaznodziei i przywódcy ruchu reformacyjnego w Szkocji, chociaż w swych młodzieńczych planach nie brał pod uwagę kariery uczonego i nauczyciela. W tych latach król Anglii i zdecydowany zwolennik protestantyzmu Edward VI, szukając oparcia dla programu reform, postanowił uciec się do autorytetu dysponujących siłą przekonywania kaznodziejów. Knox został członkiem elitarnej grupy duchownych posiadających specjalne upoważnienia, a wysłany do Berwick-upon-Tweed w północnej Anglii, przywrócił tam spokój i założył zbór protestancki. W tym czasie pełnił też funkcję nadwornego kaznodziei królewskiego i nauczał na obszarze niemal całej Anglii.
W trakcie działalności na terenie Szkocji odegrał wiodącą rolę w nadaniu Kościołowi w tym kraju surowego profilu moralnego, prezbiteriańskiej, demokratycznej struktury organizacyjnej oraz odprawianej w języku ludu liturgii. Jego najważniejszym utworem pisarskim była praca pt. History of Reformation in Scotland ("Historia reformacji w Szkocji").

## Wybrane prace Knoxa
- History of Reformation in Scotland (Historia reformacji w Szkocji)
- Faithful Admonition (Pobożne ostrzeżenie)
- Letters of Wholesome Counsel (Listy różnorakich porad)
- The First Book of Discipline (Pierwsza księga dyscypliny)